# Margarita with a Straw
Margarita with a Straw (en español: Margarita con una pajilla) es una película dramática india en hindi de 2014 dirigida por Shonali Bose. Está protagonizada por Kalki Koechlin como una adolescente india con parálisis cerebral que se muda a Estados Unidos para su educación universitaria y alcanza la mayoría de edad luego de su compleja relación con una niña ciega, interpretada por Sayani Gupta. Revathi, Kuljeet Singh y William Moseley interpretan papeles secundarios. Producida por Bose en asociación con Viacom18 Motion Pictures, la película fue coescrita por el propio productor y Nilesh Maniyar, trata sobre los conceptos desafiantes de la sexualidad, la inclusión, el amor propio y la autoaceptación.
Bose concibió la idea de la película en enero de 2011 durante una conversación con Malini Chib, su prima y activista por los derechos de las personas con discapacidad, sobre el deseo de esta última de tener una vida sexual normal. Inspirándose en la historia de Chib, el autor escribió el primer borrador del guion de la película. Después de ganar un premio Sundance Mahindra Global Filmmaker por dicho boceto, Bose lo modificó para reflejar su propia perspectiva, incorporando varias experiencias personales en la narrativa, y lo completó con el coguionista Maniyar y el consejo asesor del Instituto Sundance.
Bose estaba ansioso por elegir a una actriz con parálisis cerebral para el papel protagónico, pero finalmente contrató a Koechlin, quien aprendió los movimientos y los patrones del habla de las personas con el trastorno. El rodaje tuvo lugar en Delhi y Nueva York en 2013, con Anne Misawa como directora de fotografía. La película fue seleccionada para la iniciativa Work-in-Progress Lab de la National Film Development Corporation of India durante la posproducción, que se completó en la segunda mitad de 2013. La banda sonora de la película fue compuesta por Mikey McCleary.
Margarita with a Straw se estrenó en el Festival Internacional de Cine de Toronto de 2014. También se proyectó en Tallinn Black Nights, BFI London, Vesoul Festival of Asian Cinema y Galway Film Fleadh. La película se estrenó en cines en India el 17 de abril de 2015 con críticas positivas. Los comentaristas elogiaron la mayoría de los aspectos de la producción, la actuación de Koechlin y la dirección de Bose. Koechlin ganó el Screen Award a la Mejor Actriz y el National Film Award - Special Jury Award, y Bose ganó el NETPAC Award en Toronto. Comercialmente esta película recaudó más de 74 millones de rupias con un presupuesto de producción de 65 millones de dicha moneda.

## Argumento
Laila Kapoor es una adolescente con parálisis cerebral que estudia en la Universidad de Delhi. Es una aspirante a escritora y también compone música para una banda independiente en la universidad. Laila desarrolla sentimientos por el cantante principal, pero se le rompe el corazón cuando es rechazada. A pesar de la mala experiencia, Laila está encantada de recibir una beca para estudiar un semestre en la Universidad de Nueva York, y sin tener en cuenta las reservas de su padre, se muda a Greenwich Village, Manhattan con su madre Shubhangini Damle, una marata ortodoxa.
Laila conoce a un joven atractivo llamado Jared, a quien se le asigna ayudarla en la clase de escritura creativa. También conoce a una joven activista, Khanum, una niña ciega de ascendencia pakistaní-bangladesí, de quien se enamora. Laila está enamorada de la personalidad ferozmente independiente de Khanum y su perspectiva positiva hacia su propia discapacidad. Los dos pasan la mayor parte de su tiempo juntos, actuando como los cuidadores del otro. Laila se confunde acerca de su orientación sexual, ya que se siente atraída por los hombres (Jared en particular) mientras tiene una relación seria con Khanum. Ella tiene sexo con Jared, solo para arrepentirse de inmediato. Laila no le cuenta a Khanum sobre este encuentro. Ajena a la relación de su hija con Khanum, la madre de Laila invita a Khanum a Delhi para pasar las vacaciones de invierno con la familia de Laila.
Laila finalmente encuentra el coraje para contarle a su madre sobre la bisexualidad y su relación con Khanum, su madre desaprueba enérgicamente ambas relaciones. Laila también le confiesa a Khanum que tuvo relaciones sexuales con Jared y le pide perdón. Sintiéndose traicionado por Laila, Khanum rompe con ella y se va a Nueva York. A Shubhangini se le diagnostica cáncer de colon avanzado que ha recaído después de tratamientos anteriores. Laila y su madre superan sus diferencias mientras ella la atiende en el hospital. Las dos finalmente se reconcilian poco antes de la muerte de Shubhangini. Laila toca una canción (grabada por la madre) en el funeral que dice cuánto la amaba y cómo ella era la única que la entendía. Más tarde se ve a Laila bebiendo una margarita con una pajilla.

## Reparto
El reparto está conformado por:
- Kalki Koechlin como Laila Kapoor
- Revathi como Shubhangini Kapoor
- Sayani Gupta como Khanum
- Kuljeet Singh como el padre de Laila
- Hussain Dalal como Dhruv
- William Moseley como Jared
- Malhar Khushu como Monu
- Tenzin Dalha como Nima
- Shuchi Dwivedi como Sameera
- Doug Plaut como Rob
- Jennifer Silverstein como Nancy
- Marco Torriani como Charles

## Producción

### Desarrollo
Shonali Bose comenzó a trabajar en una historia en enero de 2011, mes en el que habría sido el cumpleaños número 17 de su hijo (había muerto el año anterior). Trabajó extensamente en el primer borrador durante aproximadamente un mes. Aunque el personaje principal de Laila se basa en su prima Malini Chib, una activista por los derechos de las personas con discapacidad, la narración sigue la propia experiencia de Bose de perder a un familiar. Reconoció la dificultad de incorporar elementos de su vida personal en la historia, calificándola de «difícil viaje emocional». La idea de trabajar en una película sobre la discapacidad surgió durante una conversación informal entre Bose y su tía (la madre de Chib), quien quería que su sobrina trabajara en un proyecto similar destinado a crear conciencia sobre el tema. Como creció en el mismo hogar que Chib entonces Bose estaba familiarizado con la discriminación que enfrentan las personas con discapacidades. Ella estaba especialmente intrigada por la ignorancia general exhibida hacia la sexualidad de las personas con discapacidad, y por lo tanto decidió incorporarla a la narrativa.
Más tarde, Bose adaptó el borrador original a un guion de largometraje para Margarita with a Straw con el coguionista Nilesh Maniyar. En 2012 el guion ganó el Sundance Mahindra Global Filmmaker Award. Como parte del premio, el dúo recibió tutorías del personal y asesores creativos del Instituto Sundance, y participó en un laboratorio de programas de largometrajes, que es donde Bose decidió modificar la historia. Después de que el consejo asesor le dijera que «no estaba en la piel del personaje», Bose decidió reescribir el guion desde su propia perspectiva, en lugar de intentar incorporar únicamente el punto de vista de Chib. Dijo que solo después de ganar el premio incorporó (inconscientemente) sus experiencias como mujer bisexual en la India. Bose y Maniyar trabajaron durante dos años en el libreto, que pasó por más de cuarenta revisiones antes de convertirse en la versión final.

## Casting

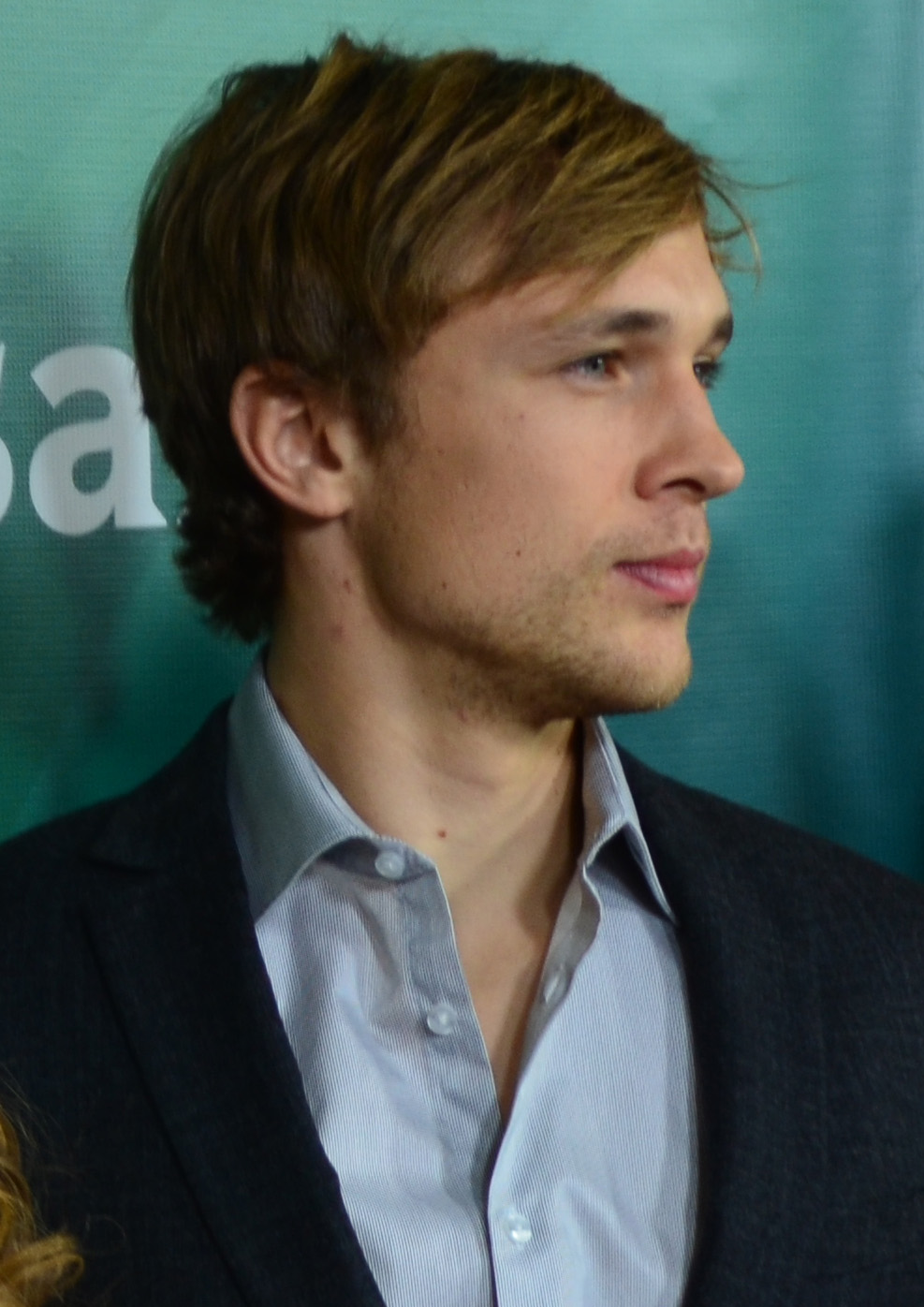
William Moseley interpreta el interés amoroso por el personaje de Koechlin.

Bose originalmente tenía la intención de elegir actores con las mismas discapacidades que los personajes de Laila y Khanum. Como no había actrices con parálisis cerebral en la India, realizó audiciones para el papel en instituciones que atendían a pacientes, pero no pudo encontrar una persona adecuada para interpretar el papel central. Bose también tuvo una reunión con una actriz ciega de poco más de treinta años para hablar sobre el papel de Khanum, un personaje con el que se asociaba. La actriz se negó a seguir con el papel, sintiéndose incómoda con el contenido sexual del guion. Sin embargo, ayudó a Bose orientando a Sayani Gupta, quien finalmente fue elegida como Khanum. Después de haber decidido contratar a un profesional para el papel de Laila, Bose se acercó a Kalki Koechlin, quien dijo que era su «primera y única opción» para el papel. Dado que Koechlin por entonces todavía estaba filmando para Yeh Jawaani Hai Deewani (2013), Bose comenzó a buscar otras actrices para interpretar el papel, pero sintió que «faltaba algo» en cada una. Finalmente decidió retrasar la filmación durante tres meses para acomodar su primera opción. Koechlin admitió que el papel fue el más desafiante de su carrera cinematográfica y le tomó seis meses prepararse para él. Se sometió a un taller de capacitación de seis semanas con el actor Adil Hussain, cuyo objetivo era hacer que su «lenguaje corporal pareciera natural», al mismo tiempo que se enfocaba en el patrón del habla de los pacientes con parálisis cerebral. La actriz pasó mucho tiempo con Chib y su fisioterapeuta y logopeda. También asistió a un taller de un mes en Delhi, donde trabajó en los movimientos de las partes del cuerpo. Aunque la película aborda aspectos de los desafíos de la discapacidad física, Koechlin la denominó «una comedia romántica con algunos obstáculos». Bose también describió la película como una historia sobre la mayoría de edad sobre el «viaje de una mujer para encontrar el amor».
Maniyar, quien también se desempeñó como directora de casting de la película, se puso en contacto con Gupta para el papel de Khanum mientras trabajaba en el programa de viajes Yeh Hai India Meri Jaan. Gupta, quién fue inmediatamente atraída por el personaje, accedió a la audición y la eligieron para el papel después de un largo proceso de selección que duró aproximadamente un mes. Ella dijo en una entrevista posterior que se había sentido afortunada de haber personificado el personaje de Khanum. Para prepararse para el papel, Gupta permaneció con los ojos vendados mientras realizaba actividades diarias como cocinar y bañarse, y pasó tiempo con un entrenador especial de voz y acento. También asistió a clases en la Asociación Nacional para Ciegos, donde aprendió braille básico. Revathi, que anteriormente había interpretado a la madre de un niño pequeño con parálisis cerebral en Anjali (1990), accedió a interpretar a la madre de Laila después de leer el guion. William Moseley fue elegido como Jared, un estudiante británico en la clase de Laila.

### Filmación y posproducción
El rodaje de Margarita with a Straw comenzó en 2013 y se llevó a cabo en Nueva Delhi y Nueva York con dos horarios separados. Anne Misawa trabajó como directora de fotografía. Si bien la primera mitad de la historia se desarrolla en el Shri Ram College of Commerce de la Universidad de Delhi, se filmó principalmente en Miranda House. Estudiantes y miembros del personal de instituciones como Ramjas College y Lady Shri Ram participaron activamente en el proyecto. Tenzin Dalha, estudiante de último año de ciencias políticas del primero, interpretó a uno de los intereses amorosos de Koechlin en la película; Shuchi Dwivedi de este último interpretó al mejor amigo de Koechlin. Otros estudiantes de la universidad fueron elegidos como miembros de una banda local, que también incluía a Dalha y Dwivedi. El padre de Koechlin fue interpretado por Kuljeet Singh, profesor de literatura inglesa del Sri Guru Tegh Bahadur Khalsa College.
Ambientada en el barrio de Greenwich Village, la segunda mitad de Margarita with a Straw se rodó durante el verano en Nueva York. El rodaje tuvo lugar en Roosevelt Island y Coney Island. Las máquinas de nieve crearon el entorno artificial necesario para varias secuencias ambientadas durante la temporada de invierno. El equipo enfrentó dificultades para filmar ciertas escenas. En un momento, la camioneta que se usaba para transportar a Koechlin en su silla de ruedas se descompuso y tuvo que ser estabilizada manualmente durante el rodaje. Antes de la filmación de las escenas de sexo, el elenco asistió a talleres para desarrollar una mejor comprensión de la intimidad emocional y sexual. Moseley, que estaba especialmente ansioso por sus escenas con Koechlin, asistió a un taller impartido por la propia Bose. La película completa se rodó en dos meses.
Margarita with a Straw fue seleccionada para la iniciativa Work in Progress Lab de la National Film Development Corporation of India durante la posproducción en 2013. Fue editada por Monisha Baldawa y la mezcla de sonido estuvo a cargo de Resul Pookutty y Amrit Pritam. Ciertas escenas con desnudez frontal se eliminaron durante el proceso de edición para evitar un conflicto con la Junta Central de Certificación de Películas. Producida por Viacom18 Motion Pictures e Ishan Talkies, en asociación con Jakhotia Group y ADAPT, la versión final de la película duró un total de 100 minutos.. Bose había financiado el proyecto ella misma, ya que Viacom18 cubrió solo la mitad del costo de producción estimado de 65 millones de rupias. Otro socio retiró el apoyo financiero unos diez días antes del comienzo de la filmación. Bose tuvo que solicitar un préstamo personal para pagar las facturas, pero pudo completar la película con el apoyo de los miembros del equipo, quienes aceptaron que se retrasaran sus pagos. Los derechos de distribución internacional de Margarita with a Straw fueron adquiridos por Wide Management, una casa de ventas, producción y distribución con sede en París.

## Banda sonora
El director musical y cantante Mikey McCleary compuso la banda sonora de Margarita with a Straw, con Joi Barua como compositor invitado para ambas versiones de la canción «Dusokute». La letra del álbum fue escrita principalmente por Prasoon Joshi, a excepción de las pistas «I Need a Man» y «Don't Go Running Off Anytime Soon», esta última con letras en inglés escritas por McCleary. Artistas como Sharmistha Chatterjee, Sonu Kakkar, Anushka Manchanda, Rachel Varghese, Vivienne Pocha y Rajnigandha Shekhawat proporcionaron voces para el álbum en varias pistas. La primera pista que se lanzó, el número de rock suave «Dusokute», fue compuesta originalmente por Barua en asamés y fue reescrita en hindi por Joshi. En abril de 2015 se lanzó la banda sonora completa bajo el sello Zee Music Company.
Críticos como Kasmin Fernandes y Joginder Tuteja dieron opiniones positivas sobre el estilo poco convencional de la banda sonora. La primera apreció la «voz enérgica» de Barua en «Dusokute» y el número «desi pero elegante» «Foreign Balamwa» en su reseña de 3 de 5 estrellas para The Times of India. Describió la letra de Joshi como «alegre», pero quedó menos impresionada por la escritura «pasable» de McCleary. Tuteja, quién escribe para Bollywood Hungama, notó la falta de atractivo comercial del álbum y escribió que, en el mejor de los casos, «encaja bien en el escenario y el escenario que representa la película». Elogió el dominio de McCleary de las composiciones en inglés y su «encanto juvenil» como vocalista. Tuteja quedó particularmente impresionado por la «voz contundente» de Pocha en «I Need a Man» y el efecto sereno de las dos pistas finales del álbum. También encontró extraña la elección de artistas como Manchanda y Kakkar por lo que describió como un álbum fuertemente influenciado por la música occidental. Bryan Durham del Daily News and Analysis consideró que las respectivas pistas del dúo eran «inusuales» y «sinceras». Destacó el número instrumental, «Laila's Theme», como «el corazón palpitante de la película».
| Lista de temas |                                     |                                  |          |  |
| N.º            | Título                              | Cantante(s)                      | Duración |  |
| 1.             | «Dusokute»                          | Joi Barua                        | 2:30     |  |
| 2.             | «Dusokute» (versión dueto)          | Joi Barua, Sharmistha Chatterjee | 4:41     |  |
| 3.             | «Foreign Balamwa»                   | Sonu Kakkar                      | 2:28     |  |
| 4.             | «Choone Chali Aasman»               | Rachel Varghese                  | 3:53     |  |
| 5.             | «Meri Aadat Mera Hissa»             | Anushka Manchanda                | 2:24     |  |
| 6.             | «I Need a Man»                      | Vivienne Pocha                   | 2:45     |  |
| 7.             | «Don't Go Running Off Anytime Soon» | Mikey Mccleary                   | 2:56     |  |
| 8.             | «Aai's Aalap»                       | Rajnigandha Shekhawat            | 4:04     |  |
| 9.             | «Laila's Theme (instrumental)»      |                                  | 3:28     |  |

## Distribución
Margarita with a Straw se estrenó mundialmente en el Festival Internacional de Cine de Toronto de 2014, donde recibió una gran ovación. Al evento asistieron el elenco y el equipo, incluidos Bose y Koechlin; esta última dijo que estaba abrumada por la respuesta y que "le encantaba ver llorar y reír al público con la película". Posteriormente, la película se proyectó en festivales de cine de toda Europa, incluido el Festival de Cine Black Nights de Tallin, el Festival de Cine BFI de Londres, el Galway Film Fleadh, el Festival de Cine Asiático de Vesoul, y el Festival Internacional de Cine de Giffoni. Margarita with a Straw tuvo su estreno estadounidense en el Festival Internacional de Cine de Palm Springs de 2015. Se proyectó en Castro Theatre en CAAMFest y también en el Festival Internacional de Cine de Santa Bárbara más tarde ese año. La película inauguró el Festival de Cine Indio de Nueva York de 2015, también se presentó en el 19.º Festival Internacional de Cine de Busan y en el Festival de Cine de Estambul. Out on Film, Miami Gay & Lesbian Film Festival y Reeling estuvieron entre los eventos LGBT que proyectaron la producción.
Después de obtener elogios en el circuito internacional de festivales de cine, los productores de Margarita with a Straw la enviaron directamente a la Junta Central de Certificación de Cine. La decisión de no enviarlo a ninguno de los principales festivales de cine indios fue considerada por comentaristas como Uma Da Cunha, editora de Film India Worldwide, como parte de una estrategia de marketing. Srinivasan Narayan, organizador del Festival Internacional de Cine de Bombay, dijo que si bien los festivales de cine indios han crecido, aún no han alcanzado un nivel en el que puedan competir por estrenos internacionales. En cambio, Margarita with a Straw tuvo proyecciones preestrenadas para miembros de la industria cinematográfica india en Bombay. Junto con el elenco y el equipo de la producción, a estas funciones asistieron Amitabh y Jaya Bachchan, Aamir Khan, Kiran Rao, Vidya Balan, Anurag Kashyap y Shraddha Kapoor. La película fue recibida positivamente en ese momento; personalidades de Bollywood, incluidos Khan y Hrithik Roshan, organizaron proyecciones especiales separadas para la película.
Antes de su lanzamiento comercial, el equipo organizó varios actos promocionales. En una entrevista con Indo-Asian News Service, Koechlin habló sobre la importancia del marketing para una película independiente y dijo que aunque el contenido de las películas está mejorando, Bollywood sigue siendo una industria impulsada en gran medida por las ganancias de taquilla. Bose quería que la película se comercializara como comercial a pesar de su atractivo artístico; no estaba muy interesada en enviarlo a festivales de cine y luego pidió a los productores que evitaran mencionar los elogios en ninguno de los eventos promocionales. El tráiler oficial se publicó el 4 de marzo de 2015 en el canal oficial de YouTube de Viacom18 Motion Pictures. El mismo día también se dieron a conocer carteles de primera vista que muestran a Koechlin bebiendo margaritas con una pajita. La película se estrenó en cines en India el 17 de abril de 2015. Está disponible en Netflix.

## Recepción

### Recepción de la crítica
Margarita with a Straw recibió críticas positivas, y algunos describieron la película como «maravillosamente liberadora» y "un logro [para el cine indio]". Se elogió especialmente la actuación de Koechlin y la sensible representación de la parálisis cerebral de Bose. Saibal Chatterjee de NDTV elogió la descripción honesta de la discapacidad y se mostró complacido con la forma en que la discapacidad de Laila finalmente deja de importar. Baradwaj Rangan también encontró refrescante el tratamiento de Bose de la discapacidad y la normalidad: según Rangan, «no hay rastro de estereotipo, ni una pizca de autocompasión» en la caracterización, y lo más notable es que «Laila no es una persona diferente. Es una persona con capacidades diferentes [...] el ser humano viene primero, la condición solo después». Deepanjana Pal de Firstpost quedó especialmente impresionado por las escenas de sexo, que transmitían una «ternura hacia la amantes» sin ser raro o tímido.

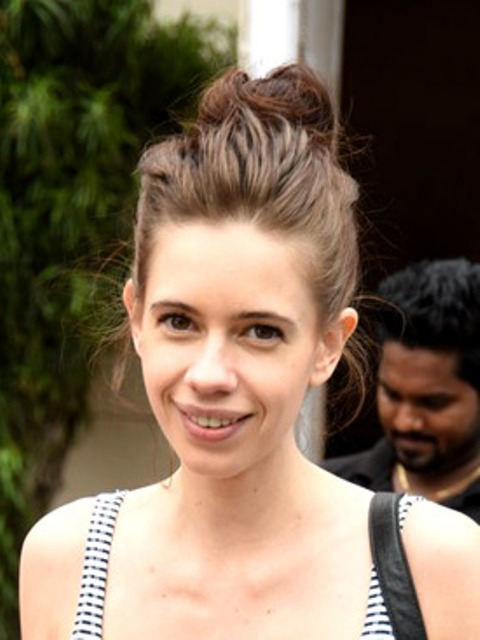
La actuación de Koechlin fue aclamada y recibió varios elogios, incluido un Premio Nacional de Cine.

La actuación de Koechlin como Laila atrajo mucho la atención de los críticos de cine, quienes atribuyeron su atractivo en la pantalla a la falta de pretensión de actuar y su «arte discreto». Venky Vembu de The Hindu escribió que Koechlin prestó «tal verosimilitud a su interpretación de una persona con parálisis cerebral, que olvidas [...] que es una actriz sin discapacidad». Escribiendo para The Commercial Appeal, John Beifuss comparó la interpretación de Koechlin a la interpretación de Eddie Redmayne de Stephen Hawking en la película biográfica The Theory of Everything (2014). Escribió que su actuación habría atraído la atención del Premio de la Academia en una importante producción de estudio de cine. Esta opinión también fue compartida por otros escritores. El elenco de apoyo también recibió críticas positivas. Se elogió la interpretación «finamente matizada» de Revathi de una madre, y su actuación se destacó como «[más] convincente» que cualquier otra en la película. Escribiendo para Los Angeles Times, Gary Goldstein ofreció una respuesta mixta a la producción, pero escribió que «es difícil no quedar cautivado» por las actuaciones de Koechlin y Gupta.
Los observadores también elogiaron los aspectos técnicos de la película, al tiempo que atribuyeron su atractivo a su guion, que fue «emocionalmente deslumbrante y sorprendentemente revelador» y «directo desde el corazón». La dirección de Bose fue elogiada por su moderación y su «luminosa austeridad» y el «uso experto de las emociones y los momentos». Muchos también destacaron la cinematografía y elogiaron a Misawa por su «trabajo juicioso» y «fotogramas encantadores iluminados con una luz suave casi onírica».
Comentaristas como Shilpa Jamkhandikar de Reuters y Mihir Fadnavis de Firstpost criticaron el cambio de tono y la narrativa apresurada en la segunda mitad de la película. Aunque este último estaba complacido con la primera mitad de la película, pensó que después de un «comienzo glorioso y poderoso, Bose no logra encontrar una resolución adecuada». Devesh Sharma criticó la trama dispersa de la película en su reseña para Filmfare. Escribió que «salta y salta de un punto de la trama al otro», dejando al espectador insatisfecho. Jamkhandikar señaló de manera similar que Bose introdujo «demasiados artilugios y conflictos» en la narrativa.

### Taquilla
Margarita with a Straw se estrenó en India en unas doscientas cincuenta pantallas. Después de recaudar la exigua suma de 5 millones de rupias (63 000 dólares estadounidenses) el día de su inauguración, las cifras comenzaron a crecer durante los días siguientes, en gran parte debido al boca a boca positivo. La película recaudó un total mejorado de 7,2 millones ₹ (90 000 USD) el sábado y 9 millones ₹ (110 000 USD) el domingo, lo que elevó las recaudaciones del primer fin de semana a 21,2 millones ₹ (270 000 USD). Se enfrentó a la competencia de otras producciones, incluidos Mr. X y los estrenos anteriores Ek Paheli Leela y Detective Byomkesh Bakshy!, en su primer fin de semana en la taquilla, pero se esperaba que le fuera bien debido a las críticas positivas. Las cifras de la primera semana se mantuvieron estables en 32,4 millones ₹ (410 000 USD). A la película le fue particularmente bien en áreas urbanas como Bombay y la Región de la Capital Nacional, donde recaudó 19 millones de rupias (240 000 dólares estadounidenses) y 15 millones de rupias (190 000 dólares estadounidenses) respectivamente. Esta tendencia fue analizada por Shobha De como marcando un «cambio dramático en los gustos del público urbano». Tomó nota de la nueva aceptación de temas sexuales y no convencionales en el cine indio. Margarita with a Straw recaudó un total de 74 millones ₹ (930 000 USD) durante su presentación teatral.

### Premios y nominaciones
Bose ganó el premio NETPAC en el Festival Internacional de Cine de Toronto. Posteriormente, la producción recibió los premios del público y del jurado juvenil en el Festival de Cine Black Nights de Tallin y en el Festival Internacional de Cine de Cine Asiático de Vesoul, respectivamente. Koechlin ganó varios elogios por su actuación, incluido el Premio a la Mejor Actriz en Tallin, el Premio de la Pantalla a la Mejor Actriz y el Premio del Jurado en la 63.ª edición de los Premios Nacionales de Cine de India. También obtuvo nominaciones a Mejor Actriz en el Festival Internacional de Cine de Seattle y en los Asian Film Awards. McCleary ganó el Premio al Mejor Compositor en esta última ceremonia.